# Santiago Zurbriggen
Santiago Zurbriggen (San Jerónimo Norte, Provincia de Santa Fe, Argentina; 27 de febrero de 1990) es un futbolista argentino. Juega como lateral por derecha, aunque también puede desempeñarse como marcador central y como lateral por izquierda, y su primer equipo fue Unión de Santa Fe. Actualmente milita en Monastir de la Eccellenza de Italia.

## Trayectoria
Debutó el 9 de octubre de 2009, en el partido que su equipo, Unión de Santa Fe, le ganó a Boca Unidos de Corrientes por 1 a 0. El 9 de marzo de 2010 convirtió su primer gol con la camiseta de Unión, en la derrota ante Platense por 2 a 1.
Formó parte del plantel Tatengue que logró el ascenso a la Primera División en 2011, siendo titular indiscutido en el equipo dirigido por Frank Darío Kudelka.
Para la temporada 2011/2012 le fue asignado el dorsal número 20. Su debut en la Primera División se dio el 15 de agosto de 2011, en la derrota de Unión frente a Boca por 4 a 0.
En la temporada 2014, fue parte del plantel que logró el ascenso a Primera División (consiguió el primer puesto ascendiendo 4 fechas antes del final del torneo) jugando 17 de los 20 partidos como titular y marcando un gol (ante Santamarina de Tandil). Gran parte de esa campaña jugó de lateral izquierdo, a pesar de que su posición original es la de lateral derecho.
Jugó también en Lanús, Defensa y Justicia, Alvarado de Mar del Plata, Estudiantes de Caseros, Estudiantes de Río Cuarto y Costa Orientale Sarda de Italia.

## Clubes
| Club                      | País      | Año       |
| ------------------------- | --------- | --------- |
| Unión de Santa Fe         | Argentina | 2009-2016 |
| Lanús                     | Argentina | 2016-2017 |
| Defensa y Justicia        | Argentina | 2018      |
| Unión de Santa Fe         | Argentina | 2018-2019 |
| Alvarado de Mar del Plata | Argentina | 2019-2020 |
| Estudiantes de Caseros    | Argentina | 2020-2021 |
| Estudiantes de Río Cuarto | Argentina | 2022-2023 |
| Costa Orientale Sarda     | Italia    | 2024      |
| Monastir                  | Italia    | 2024-Act. |

### Estadísticas
- Actualizado al 14 de abril de 2024

| Club                           | Div.                | Temporada           | Liga | Liga | Copa Nacional | Copa Nacional | Copa Internacional | Copa Internacional | Total | Total |
| Club                           | Div.                | Temporada           | PJ   | G    | PJ            | G             | PJ                 | G                  | PJ    | G     |
| ------------------------------ | ------------------- | ------------------- | ---- | ---- | ------------- | ------------- | ------------------ | ------------------ | ----- | ----- |
| Unión Argentina                |                     |                     |      |      |               |               |                    |                    |       |       |
| 2.ª                            | 2009/10             | 13                  | 1    | -    | -             | -             | -                  | 13                 | 1     |       |
| 2.ª                            | 2010/11             | 26                  | 0    | -    | -             | -             | -                  | 26                 | 0     |       |
| 1.ª                            | 2011/12             | 2                   | 0    | 1    | 0             | -             | -                  | 3                  | 0     |       |
| 1.ª                            | 2012/13             | 5                   | 0    | 0    | 0             | -             | -                  | 5                  | 0     |       |
| 2.ª                            | 2013/14             | 6                   | 0    | 1    | 0             | -             | -                  | 7                  | 0     |       |
| 2.ª                            | 2014                | 17                  | 1    | -    | -             | -             | -                  | 17                 | 1     |       |
| 1.ª                            | 2015                | 30                  | 0    | 1    | 0             | -             | -                  | 31                 | 0     |       |
| 1.ª                            | 2016                | 14                  | 0    | 1    | 0             | -             | -                  | 15                 | 0     |       |
| 1.ª                            | 2018/19             | 6                   | 1    | 1    | 0             | 0             | 0                  | 7                  | 1     |       |
| Total                          | Total               | 119                 | 3    | 5    | 0             | 0             | 0                  | 124                | 3     |       |
| Lanús Argentina                |                     |                     |      |      |               |               |                    |                    |       |       |
| 1.ª                            | 2016/17             | 8                   | 0    | 0    | 0             | 2             | 0                  | 10                 | 0     |       |
| 1.ª                            | 2017/18             | 4                   | 0    | 0    | 0             | 1             | 0                  | 5                  | 0     |       |
| Total                          | Total               | 12                  | 0    | 0    | 0             | 3             | 0                  | 15                 | 0     |       |
| Defensa y Justicia Argentina   |                     |                     |      |      |               |               |                    |                    |       |       |
| 1.ª                            | 2017/18             | 1                   | 0    | 0    | 0             | 1             | 0                  | 2                  | 0     |       |
| Total                          | Total               | 1                   | 0    | 0    | 0             | 1             | 0                  | 2                  | 0     |       |
| Alvarado Argentina             |                     |                     |      |      |               |               |                    |                    |       |       |
| 2.ª                            | 2019/20             | 15                  | 0    | -    | -             | -             | -                  | 15                 | 0     |       |
| Total                          | Total               | 15                  | 0    | -    | -             | -             | -                  | 15                 | 0     |       |
| Estudiantes (BA) Argentina     |                     |                     |      |      |               |               |                    |                    |       |       |
| 2.ª                            | 2020                | 5                   | 2    | -    | -             | -             | -                  | 5                  | 2     |       |
| 2.ª                            | 2021                | 21                  | 0    | 0    | 0             | -             | -                  | 21                 | 0     |       |
| Total                          | Total               | 26                  | 2    | 0    | 0             | -             | -                  | 26                 | 2     |       |
| Estudiantes (RC) Argentina     |                     |                     |      |      |               |               |                    |                    |       |       |
| 2.ª                            | 2022                | 22                  | 1    | -    | -             | -             | -                  | 22                 | 1     |       |
| 2.ª                            | 2023                | 25                  | 1    | 3    | 0             | -             | -                  | 28                 | 1     |       |
| Total                          | Total               | 47                  | 2    | 3    | 0             | -             | -                  | 50                 | 2     |       |
| Costa Orientale Sarda · Italia |                     |                     |      |      |               |               |                    |                    |       |       |
| 4.ª                            | 2023/24             | 2                   | 0    | -    | -             | -             | -                  | 2                  | 0     |       |
| Total                          | Total               | 2                   | 0    | -    | -             | -             | -                  | 2                  | 0     |       |
| Monastir · Italia              |                     |                     |      |      |               |               |                    |                    |       |       |
| 5.ª                            | 2024/25             | 0                   | 0    | -    | -             | -             | -                  | 0                  | 0     |       |
| Total                          | Total               | 0                   | 0    | -    | -             | -             | -                  | 0                  | 0     |       |
| Total en su carrera            | Total en su carrera | Total en su carrera | 222  | 7    | 8             | 0             | 4                  | 0                  | 234   | 7     |

## Palmarés

### Campeonatos nacionales
| Título                | Club  | País      | Año  |
| --------------------- | ----- | --------- | ---- |
| Copa del Bicentenario | Lanús | Argentina | 2016 |
| Supercopa Argentina   | Lanús | Argentina | 2017 |

### Otros logros
| Título                     | Club              | País      | Año  |
| -------------------------- | ----------------- | --------- | ---- |
| Ascenso a Primera División | Unión de Santa Fe | Argentina | 2011 |
| Ascenso a Primera División | Unión de Santa Fe | Argentina | 2014 |